# پاورستاک
پاورستاک (به انگلیسی: Powerstock) یک روستا و محله مدنی در بریتانیا است که در West Dorset واقع شده‌است. پاورستاک ۲۹۰ نفر جمعیت دارد.